# Synargis agle
Synargis agle is een vlindersoort uit de familie van de prachtvlinders (Riodinidae), onderfamilie Riodininae.
Synargis agle werd in 1853 beschreven door Hewitson.